# Holocoberta

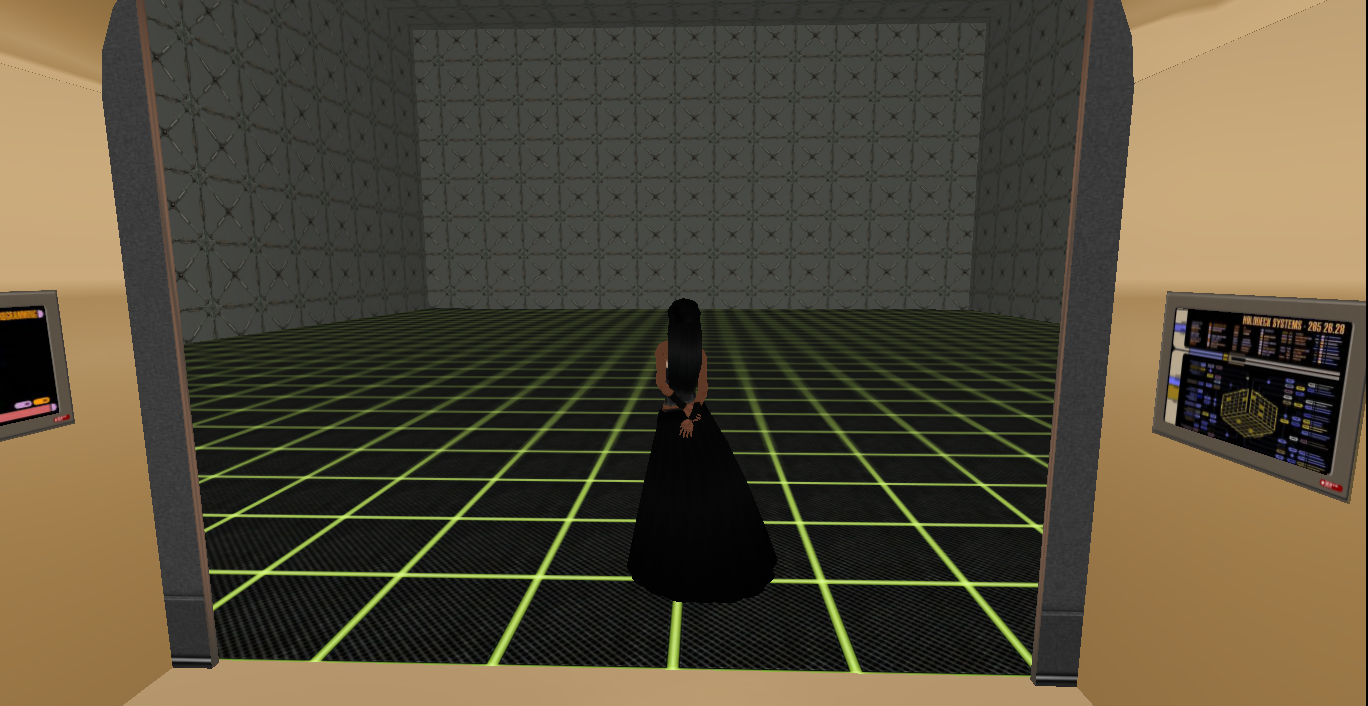
Representació de l'holocoberta a l' USS Eclipse

LHolocoberta és un dispositiu fictici de la franquícia televisiva Star Trek que utilitza "hologrames" (llum projectada i energia electromagnètica que creen la il·lusió d'objectes sòlids) per crear una simulació 3D realista d'un entorn real o imaginari, en què els participants poden interactuar lliurement amb l'entorn, així com amb objectes i personatges, i de vegades amb una narrativa predefinida.
En diverses sèries, les holocobertes són un servei disponible per a la tripulació de les naus espacials. A la sèrie Star Trek: Deep Space Nine, un dispositiu similar es coneix com a holosuite, operat pel propietari del bar de l'estació espacial, Quark, que els lloga als clients.
Des del punt de vista narratiu, l'holodeck permet la introducció d'una àmplia varietat de llocs i personatges, com ara esdeveniments i persones del passat de la Terra, o llocs o éssers imaginaris, que d'altra manera requeririen l'ús de mecanismes argumentals com ara viatges en el temps o seqüències de somnis. Els escriptors sovint l'utilitzen com una manera de plantejar preguntes filosòfiques.

## Orígens

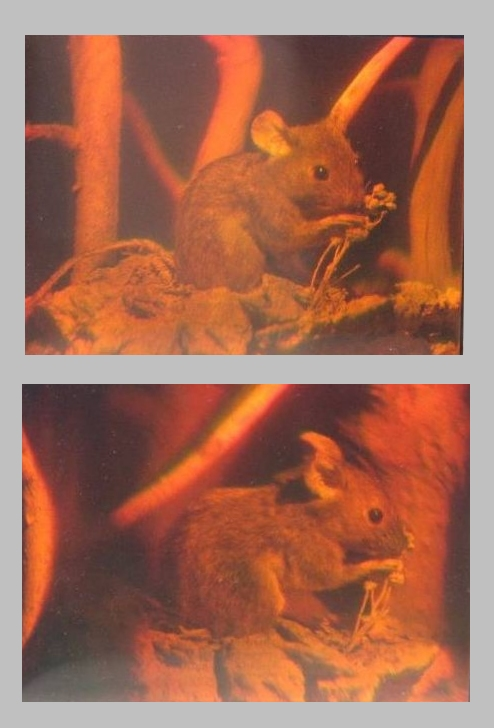
Dues fotografies d'un sol holograma preses des de diferents punts de vista. Els hologrames proporcionen un punt de partida del món real per a la holocoberta fictícia de Star Trek.

L'holocoberta de Star Trek va ser inspirada per l'inventor Gene Dolgoff, propietari d'un laboratori d'holografia a la ciutat de Nova York. El creador de Star Trek Gene Roddenberry va trobar Dolgoff el 1973.
La primera aparició d'una tecnologia tipus holocoberta a Star Trek va tenir lloc a l'episodi de la sèrie animada "The Practical Joker", on es deia la "sala d'esbarjo". A la història de l'episodi, el Dr. McCoy, Sulu i Uhura hi queden atrapats per l'ordinador de la nau.
La holocubierta va ser un mecanisme argumental freqüent a Star Trek: La nova generació, començant amb l'episodi de 1988 "L'adéu final", en què la holocoberta va tenir un paper central en la trama.
Abans de Star Trek, l'escriptor de ciència-ficció Ray Bradbury va escriure sobre una "guarderia" impulsada per la tecnologia, una sala de realitat virtual capaç de reproduir qualsevol lloc que hom imagini, a la seva història de 1950 "The Veldt".
La paraula «holografia» prové de les paraules grec ὅλος (holos; "tot") i γραφή (graphē; "escriptura" o "dibuix"). El físic hongarès-britànic Dennis Gabor va rebre el Premi Nobel de Física el 1971 «per la seva invenció i desenvolupament del mètode hologràfic», treball realitzat a finals de la dècada de 1940. El descobriment va ser un resultat inesperat de la investigació per millorar els microscopis electrònics; la tècnica original encara s'utilitza i es coneix com a holografia electrònica. L'holografia òptica va ser possible gràcies al desenvolupament del làser el 1960. Els primers hologrames òptics pràctics que enregistraven objectes en 3D van ser realitzats el 1962 per Iuri Denísiuk a la Unió Soviètica i per Emmett Leith i Juris Upatnieks a la Universitat de Michigan als Estats Units.

## Representació
A la majoria dels episodis de "Star Trek", la holocobeerta és una habitació normal dins d'una nau espacial. Un panell fora de l'entrada ofereix a l'usuari diversos ajustos per seleccionar un programa o ajustar l'experiència.
L'interior de la holocubierta, quan no s'executa un programa, es mostra normalment com una habitació buida de mida mitjana. El terra i les parets es representen de diferents maneres, ja sigui coberts amb una quadrícula groga brillant sobre un fons negre (a "Star Trek: La nova generació"), una estructura de quadrícula metàl·lica (a "Star Trek: Voyager") o diversos altres mecanismes.
Quan s'activa la holocoberta, l'habitació desapareix, substituïda per una simulació realista i interactiva d'un món físic. La porta també desapareix fins que el programa finalitza o l'usuari sol·licita una sortida verbalment. La holocubierta es pot controlar mitjançant ordres de veu o un terminal d'ordinador anomenat "Arc" que es pot convocar mitjançant ordres verbals per proporcionar controls manuals. Algunes simulacions estan preprogramades, mentre que d'altres es construeixen sobre la marxa per part de l'usuari que descriu els objectes que s'han de simular a l'ordinador.
L'entorn simulat no es limita a la mida de l'habitació, sinó que pot tenir qualsevol mida concebible, i els participants es poden moure lliurement, tant com vulguin. En alguns casos, es mostra que la holocubierta crea un espai intern almenys tan gran com una nau estel·lar. L'escena inicial de la pel·lícula de 1994 Star Trek: Generations presenta una simulació holocoberta d'un veler que inclou un oceà circumdant.
L'entorn, els objectes i les persones es creen a partir d'una combinació de llum projectada, camps de força i matèria replicada (utilitzant la mateixa tècnica que els replicadors d'aliments). Les projeccions hologràfiques són sòlides dins de l'holocoberta i es pot interactuar amb elles com si fossin reals, però desapareixen instantàniament quan el programa acaba o es degraden ràpidament si es treuen de l'holocoberta. Tanmateix, alguns episodis mostren matèria simulada que persisteix més enllà dels límits de la holocoberta, com ara a "Trobada a Farpoint", en què Wesley Crusher cau en un corrent hologràfic i roman humit després de sortir de l'holocoberta.
Els personatges vius dins de la holocoberta poden rebre diversos nivells d'intel·ligència, des de la manca total d'animació fins a simulacions totalment interactives i convincents d'éssers humans i altres éssers sapients, incloent-hi fins i tot l'autoconsciència. Els usuaris poden observar un escenari passivament, sense que cap dels personatges simulats reconegui la seva presència, o poden assumir un paper actiu, interpretant el paper d'un dels personatges de la narrativa.
Les preguntes metafísiques plantejades pels personatges simulats amb consciència de si mateixos s'exploren en diversos episodis de "Star Trek", incloent-hi "Elemental, estimat Data", en què una recreació hologràfica del Professor Moriarty pren consciència de si mateix i exigeix una vida fora de l'holocoberta; incapaç de satisfer les seves demandes, el capità Picard salva el programa de Moriarty per al dia en què això sigui possible. Un arc argumental que abasta tota la sèrie de Star Trek: Voyager és el desenvolupament d'un programa mèdic d'emergència hologràfica, conegut com a El Doctor, des d'una eina hologràfica intel·ligent però limitada fins a un ésser sapient completament realitzat. Originalment restringit a la infermeria, el personatge finalment rep un projector hologràfic portàtil que li permet moure's lliurement i fins i tot abandonar la nau.
Sovint es representa l'holocoberta sent utilitzada amb finalitats pràctiques pels oficials de la Flota Estel·lar en el compliment de les seves funcions; els oficials tàctics de l'Enterprise l'utilitzen per crear oponents simulats per a l'entrenament de combat, i l'holoplataforma de vegades s'utilitza per recrear esdeveniments reals amb finalitats d'investigació criminal.
També té una funció recreativa; els "holovel·listes" produeixen programes amb escenaris reals o ficticis per a l'entreteniment, i en diversos episodis de Star Trek: La nova generació, el capità Jean-Luc Picard participa en històries en què interpreta el paper d'un dels seus herois de la infància, el detectiu fictici Dixon Hill.
Diverses sèries de Star Trek suggereixen l'ús d'holoplataformes per a experiències sexuals. A Star Trek: Deep Space Nine, els clients del bar de Quark paguen lloguers per hores de "holosuites" i holoprogrames pornogràfics. Les holoplataformes de la sèrie de comèdia animada Star Trek: Lower Decks posseeixen "filtres de fluids corporals", insinuant també que les holoplataformes s'utilitzen amb finalitats sexuals.
Alguns usuaris desenvolupen una obsessió patològica amb l'holodeck, una condició coneguda pels personatges com a holoaddicció. Star Trek: Voyager també presenta éssers alienígenes coneguts com a formes de vida fotòniques que creuen que els programes de l'holodeck són reals, en lloc de simulacions impulsades per ordinador.
Tot i que se suposa que l'holocoberta és segura, evitant que els usuaris siguin ferits fins i tot per violència realista, moltes sèries de "Star Trek" presenten trames en què l'holocoberta funciona malament i crea perills reals, o si els protocols de seguretat s'han desactivat, cosa que requereix l'autorització de dos oficials superiors.
Cap al 2399, quan comença Star Trek: Picard, les habitacions de l'holomatriu s'han convertit en un servei familiar. A bord de la nau de Rios, "La Sirena", l'holograma d'hospitalitat (un dels doppelgängers hologràfics de Rios) acompanya Picard a una recreació perfecta de l'estudi al seu castell a França. Segons l'holograma, que venia amb la instal·lació bàsica de la nau, Zhaban va proporcionar els holoscans, pensant que Picard es podria sentir més com a casa. La vista des de fora de la finestra és una projecció (Picard diu "Mantén premut" per pausar la pantalla i el cant dels ocells), però tots els objectes que hi ha a dins han estat materialitzats inclòs el collaret de Dahj.

## Recepció
L'episodi de Star Trek: La nova generació "L'adéu final" (emès l'11 de gener de 1988), que presenta una història ambientada a la holocoberta, va ser guardonat amb un Premi Peabody en reconeixement del seu "nou estàndard de qualitat per la primera emissió de redifusió". "L'adéu final" també va ser nominat a dos Premis Emmy en les categories de Millor Cinematografia d'una Sèrie i Vestuari Destacat per a una Sèrie; el dissenyador de vestuari William Ware Theiss va guanyar el premi. "L'adéu final" és l'únic episodi de Star Trek que ha guanyat un premi Peabody.

## Tecnologia similar en altres obres
- L'autor Alexander Moszkowski potser va ser la primera persona a imaginar alguna cosa semblant a un concepte de "holocoberta".
- La llar d'infants a "The Veldt" (1950) de Ray Bradbury.
- El 1965, l'informàtic Ivan Sutherland va imaginar un entorn artificial en què les meres "pantalles" podrien assolir la realitat sòlida.[12]
- La pel·lícula russa de ciència-ficció Moskva-Kassiopeia (1973) mostra una "Sala de les Sorpreses" que funciona de manera similar a una holocoberta.
- La sèrie de televisió japonesa Space Battleship Yamato (1974) presenta una "habitació de resort" capaç de crear entorns simulats.
- La sèrie de còmics X-Men representa una sala d'entrenament anomenada Danger Room que originalment es va representar com un assumpte mecànic (1963), però més tard utilitzant hologrames i altres simulacions sensorials (1983).
- La "cambra d'imatge" que l'almirall Al Calavicci utilitza per comunicar-se amb el Dr. Sam Beckett a El salt (Quantum Leap).
- L'HoloShed a bord del Nimbus a la quarta temporada televisada de Futurama s'assembla a l'holocoberta en funció i estètica, tot i que els hologrames tenen la capacitat de tornar-se reals.
- El "dreamatorium" d'Abed Nadir de la tercera temporada de la comèdia de televisió estatunidenca Community està inspirat en la holocuberta tant en la seva funció com en la seva estètica, tot i que les simulacions són producte de la imaginació més que no pas de projeccions reals.
- Simuladors ambientals a la sèrie de televisió The Orville.